# Cincovillas
Cincovillas è un comune spagnolo di 22 abitanti situato nella comunità autonoma di Castiglia-La Mancia.